# فایل صوتی محرمانه فرماندهان سپاه
فایل صوتی محرمانه فرماندهان سپاه فایل صوتی از فرماندهان سپاه پاسداران انقلاب اسلامی است که ۱۴ بهمن ۱۴۰۰ توسط رادیو فردا منتشر شد. بخش اعظم این فایل که حدود ۵۰ دقیقه است به جلسه محرمانه و گفت‌وگوی محمدعلی جعفری، فرمانده کل سپاه پاسداران وقت و صادق ذوالقدرنیا، معاون سابق اقتصادی و سازندگی سپاه پاسداران در سال ۹۷ دربارهٔ فساد نیروهای مرتبط با نیروی قدس سپاه، بنیاد تعاون سپاه و شهرداری تهران اختصاص دارد. رمضان شریف، سخنگو و مسئول روابط عمومی سپاه پاسداران، روز دوشنبه ۲۵ بهمن ۱۴۰۰ در واکنش به فایل صوتی مربوط به فساد این نیروی نظامی، به سوءمدیریت و تخلف در یکی از شرکت‌های وابسته به بنیاد تعاون سپاه اذعان کرد، این در حالی است که سید علی خامنه‌ای، رهبر جمهوری اسلامی ایران، در سخنانی که ظاهراً واکنشی به این فایل است، طرح چنین مسائلی را لجن پراکنی دشمن علیه سپاه توصیف کرده‌است. مقام‌ها و رسانه‌های رسمی در ایران تلاش کرده‌اند تا با قدیمی دانستن این فایل صوتی و پرداختن گزینشی به محتوایش آن را کم‌اهمیت و نشانه فسادستیزی سپاه جلوه دهند.

## محتوا
محتوای این فایل از جلسه‌ای میان سرلشکر محمدعلی جعفری و سرتیپ صادق ذوالقدرنیا است که از کشمکش‌های شدید میان فرماندهان ارشد سپاه در ارتباط با پرونده‌های فساد مالی پرده برمی‌دارد. محمدعلی جعفری در بخشی از مکالمه از اینکه با بدهی بیش از هزار میلیارد تومانی هلدینگ یاس به نیروی قدس، قاسم سلیمانی هم درگیر ماجرا شده خوشحالی می‌کند و می‌گوید: «قاسم تازه دارد می‌فهمد که چه بلایی سرش آمده در ایران … حالا خیلی خوب شده که موضوع خودش است. اگر بدهی‌های [هلدینگ یاس] به نیروی قدس سپاه شفاف شود، خیلی خوب است». بنا به گفته ذوالقدرنیا، محمدباقر قالیباف، از فرماندهان سابق سپاه و شهردار پیشین تهران، به دنبال اعمال نفوذ برای حل و فصل پرونده فساد مالی هلدینگ یاس بوده‌است.
در این فایل به نقش مستقیم محمدباقر قالیباف، شهردار وقت تهران و رئیس فعلی مجلس ایران، قاسم سلیمانی، فرمانده سابق نیروی قدس سپاه، جمال‌الدین آبرومند، معاون وقت هماهنگ‌کننده سپاه و حسین طائب، مسئول اطلاعات سپاه در این پرونده فساد اشاره شده‌است. ذوالقدرنیا در قسمتی از آن می‌گوید قالیباف، به شدت از برخورد با پرونده فساد مرتبط با شهرداری و بنیاد تعاون سپاه ناراحت بوده و پس از این‌که تیم آبرومند در بنیاد تعاون سپاه «۸ هزار میلیارد تومان» کم می‌آورند، قالیباف از او خواسته‌است که یک تفاهم‌نامه ۸ هزار میلیارد تومانی برای رفع و رجوع کردن ماجرا امضا کند.
گفتم همه این کارها خلاف است. قالیباف آمد جلوی مسجدی که به خانه من و خودش نزدیک است و گفت این را امضا کن. گفتم این خلاف است. هم به ضرر تو است، هم به ضرر من است و هم به ضرر جعفری. من امضا نمی‌کنم. گفت جلسه بگذار. بعداً جلسه گذاشت. به قالیباف گفتم تو ۸ هزار میلیارد تومان پول را به جای این‌که به رسا [شرکت وابسته به هلدینگ یاس] بدهی، به [پروژه] پژوها داده‌ای. اصلاً پژوها مال [هلدینگ] یاس [وابسته به بنیاد تعاون سپاه] نیست. قالیباف گفت اسم اینها را نیار. ریخت بهم … قاسم [سلیمانی] می‌گفت قالیباف به تو فحش می‌دهد. گفتم چیکار کنم. فحش‌خور ما خوب است— صادق ذوالقدرنیا، رایو فردا
محمدعلی جعفری با تأیید ان می‌گوید قالیباف به دلیل امضانشدن همین تفاهم‌نامه «به شدت ناراحت است» و اگر این تفاهم‌نامه امضا شده بود، نمی‌دانم باید «چه خاکی بر سر می‌کردیم». در بخش دیگری جعفری می‌گوید قاسم سلیمانی نیز از برخوردهای صورت گرفته با باند آبرومند ناراحت بوده و با رهبر جمهوری اسلامی نیز در این زمینه صحبت کرده‌است.
نسبت به برخورد شما [معاون اقتصادی سپاه] و حفاظت اطلاعات سپاه با یاس ناراحت بود. گفت پیش آقا هم رفتم. گفت این نوع برخوردها. گفتم قاسم این حرف‌ها را به من نگو. آقای [مسعود] مهردادی این همه پول بیت‌المال را با دستورهای الکی حیف و میل کرده، نباید جوابگو باشد؟ حالیش کردم که اینطور نیست— محمدعلی جعفری، رادیو فردا
ذوالقدرنیا در قسمت دیگری از این فایل می‌گوید علی خامنه‌ای دستور داده بود که هدف اصلی باید کمک به نیروی قدس سپاه باشد و بر همین اساس از منابع مالی باید ۹۰ درصد را به نیروی قدس سپاه بدهند و ۱۰ درصد را به سپاه و به چهار مورد پرداختی هلدینگ یاس به نیروی قدس اشاره می‌کند: «۱۰۰ میلیارد، ۷۰ میلیارد، ۱۳۲ میلیارد و ۵۰ میلیارد» تومان داده‌اند ولی اضافه می‌کند که در جریان مبادلات مالی این گروه با نیروی قدس سپاه، ۱۰۷۱ میلیارد تومان بدهکاری بالا آمده‌است و کارهایی که کرده‌اند «همه‌اش خلاف» بوده‌است.
در قسمت دیگری از این فایل به جلسه‌ای که با حضور قاسم سلیمانی و جمال‌الدین آبرومند برگزار شده اشاره می‌شود که بحث ۱۰۷۱ میلیارد تومان را قبول کرده‌اند که آبرومند قصد داشته‌است که این پول‌ها را از طریق بنیاد تعاون سپاه پرداخت کند.
ذوالقدرنیا در ادامه این فایل صوتی می‌گوید که حسین طائب، رئیس سازمان اطلاعات سپاه، نیز به نفع قالیباف فعالیت کرده و گفته‌است: «صادق چپی است با نجفی، جلسه گذاشته‌است. ما می‌خواهیم نجفی را بگیریم. صادق رفته با او جلسه گذاشته. باید روی صادق کار کنیم. در ادامه محمدعلی جعفری می‌گوید:
باید به من زودتر می‌گفتی که با طائب صحبت می‌کردم. من تو را مأمور کردم که با نجفی جلسه بگذاری، بعد طائب می‌گوید که چپی هستی؛ یعنی طائب از قالیباف و آبرومند حمایت می‌کند و ناراحت است؟
صادق ذوالقدرنیا در جواب می‌گوید:
طائب از اول از قالیباف حمایت می‌کرد. وقتی شما گفتید بازرسی کنید. [طائب] از یزدی و آبرومند و سیف خواست که جلسه بگذارند. به یزدی گفته بود اون طرف هستی یا این طرف. یزدی به من گفت چیکار کنم. گفتم برو به کاظمی [حفاظت اطلاعات سپاه] بگو. یزدی نرفت تو تیم اونا. بدبختی ما این است اطلاعات سپاه که باید پشت بگیرد، می‌آید ۵ درصد به این می‌دهد، ۵ درصد به آن می‌دهد، فکر می‌کند با پول حل می‌شود. طائب به من گفت تو می‌خواهی آقا [خامنه‌ای] را خراب کنی. گفتم من با آقا رفیقم. به طائب گفتم اگر مشکل آبرومند و مهردادی حل شود، به نفع تو هست، گفت قبول دارم

## واکنش‌ها
- عباس‌زاده در گفت‌وگو با خبرگزاری ایلنا، افشای این فایل صوتی را به «پدیده نفوذ» در سپاه پاسداران مرتبط دانسته و گفته «کمیسیون امنیت ملی که بازوی تخصصی مجلس در حوزه امنیتی است، به بحث نفوذ خیلی حساسیت دارد و طبیعتاً مسئله مطرح خواهد شد و جزو اولویت‌های ما است. به نظر من انتشار این فایل اتفاق خاصی نیست و دشمنان نباید خیلی قند در دلشان آب شود که کار بزرگی کرده‌اند. آنچه که بدخواهان می‌خواستند به دست بیاورند و بهانه تخریب سپاه قرار دهند، دستگیرشان نشده‌است و چیزی هم دستگیرشان نخواهد شد. دشمن با این جنگ روانی نمی‌تواند بر محبوبیت سپاه خدشه‌ای وارد کند.»[۱۱][۱۲][۲]
- مقام‌های امنیتی و قوه قضائیه گفتند که در ارتباط با افشای این فایل یک پرونده قضایی تشکیل شده و چند نفر احضار شده‌اند.[۱۱]